# Sertularella areyi
Sertularella areyi is een hydroïdpoliep uit de familie Sertulariidae. De poliep komt uit het geslacht Sertularella. Sertularella areyi werd in 1904 voor het eerst wetenschappelijk beschreven door Nutting. 